# یوسف دیکچ
یوسف دیکِچ (به ترکی استانبولی: Yusuf Dikeç) (زادهٔ ۱ ژانویهٔ ۱۹۷۳) تیرانداز ورزشی اهل ترکیه است که در رشتهٔ تپانچه رقابت می‌کند. او یک درجه‌دار بازنشسته از فرماندهی ژاندارمری ترکیه و عضو باشگاه ورزشی ژاندارما گوچو است. او در رشتهٔ ۱۰ متر تپانچهٔ بادی مختلط در بازی‌های المپیک تابستانی ۲۰۲۴ به همراه هم‌تیمی‌اش شَوال ایلاِیدا تارخان مدال نقره کسب کرد.